# Hieracium dentifolium
Hieracium dentifolium es una especie de planta con flor del género Hieracium, de la familia Asteraceae, orden Asterales.

## Distribución
Hieracium dentifolium se distribuye por Suecia.

## Taxonomía
Fue descrita científicamente por (C. G. Westerl.) Johanss. & Sam. Fue publicada en Exsicc. (Hierac. Scand.).